# Quần đảo Twin (British Columbia)
Quần đảo Twin, trước đây gọi là quần đảo Ulloa, là hai hòn đảo nhỏ nằm ở phía đông nam của đảo Cortes, giữa bờ biển phía đông của đảo Vancouver và bờ biển của British Columbia, Canada và là một phần của quần đảo Discovery. Đảo phía nam có đường kính khoảng 1,5 km (0,9 dặm) và được tách ra từ các hòn đảo phía bắc thông qua một eo biển nhỏ chỉ rộng khoảng 60 mét (197 ft). Đảo phía bắc có ít đá và có nhiều rừng hơn hòn đảo phía nam.
Maximilian, Bá tước Baden của Baden-Baden, Đức đã mua quần đảo Twin trong những năm cuối thập niên 1950 được dùng như là một nơi nghĩ hè của gia đình.
Ngày 13 tháng 8 năm 1994, Nữ vương Elizabeth II đã dành một vài ngày trên nghĩ hè tại quần đảo Twin, trong khi Philip, Vương tế Anh đã đến thăm Yellowknife, Lãnh thổ phía Bắc, Iqaluit và Rankin Inlet, Nunavut.